# System barw Ostwalda
System barw Ostwalda – metoda klasyfikacji barw, zaproponowana przez Wilhelma Ostwalda, oparta na założeniu, że każda z barw może być wyrażona funkcją udziałów trzech składowych – jednej z 24 „barw pełnych” (w pełni nasyconych barw chromatycznych) oraz dwóch barw achromatycznych – bieli i czerni. Ostwald – chemik i filozof – korzystał z zaproponowanej klasyfikacji poszukując możliwości opisania warunków osiągania harmonii barw, np. w malarstwie.

## Światło, wzrok i wrażenia barw
Współcześnie jest oczywiste, że teoria kolorów musi opierać się na uznaniu ich za wrażenia wywołane działaniem różnych bodźców świetlnych na narządy wzroku. Narządy takie ukształtowały się w procesie ewolucji organizmów, nieustannie dostosowujących się do życia na Ziemi – m.in. ewolucyjnie doskonalących sposoby korzystania z docierającej przez atmosferę części widma promieniowania słonecznego jako źródła informacji o otoczeniu (zob. ewolucja widzenia barwnego). Na podstawie wiedzy o prawdopodobnym składzie widma tego promieniowania w czasie rozwoju pierwszych form życia przypuszcza się, że pierwotne organizmy dysponowały receptorami światła o zakresach czułości innych niż te, którymi dysponuje człowiek. Człowiek współczesny opisuje własne wrażenia wzrokowe, do nich dostosowując znaczenie pojęć światło widzialne, widzenie fotopowe lub barwa, od dawna nie zadając sobie pytań:

Światło miałoby istnieć tylko wtedy, gdy jest widziane?
Nie! To ty nie mógłbyś istnieć, gdyby światło nie widziało ciebie!

Od połowy XIX wieku do opisu wrażeń odbieranych przez człowieka używa się wielkości:
- jakościowych – chromatyczność; według Hermann von Helmholtza – odcień (λ) i nasycenie (czystość, pc),
- ilościowych  – jasność (według Helmholtza – A),

które są podstawą różnych – wciąż udoskonalanych – systemów barw (zob. np. Natural Colour System, przestrzeń barw, przestrzeń barw L,a,b, CIELab, modele: HSV, HSL, RGB, RGBA, sRGB i inne).
Opisywane wrażenia wzrokowe nie są jednoznacznie związane ze składem widma promieniowania, które jest fizjologicznym bodźcem:
- promieniowanie o tym samym składzie widma wywołuje identyczne wrażenie, ale…
- identyczne wrażenia mogą być wywoływane przez promieniowanie o różnym składzie (metameryzm); np. wrażenie powstające w warunkach naturalnych, pod wpływem promieniowania z widmem ciągłym (część światła białego), można wywołać stosując np. odpowiednią mieszaninę wiązek monochromatycznych lub innych wiązek o różnych barwach (synteza addytywna lub subtraktywna).

## Rys historyczny rozwoju wiedzy o barwie
Historia rozważań o istocie barw i ich oddziaływaniu na człowieka (aspekty filozoficzne, metafizyczne, estetyczne, psychologiczne, przyrodnicze) jest znacznie dłuższa od historii badań właściwości promieniowania elektromagnetycznego. W starożytności i średniowieczu rozważania te, w tym tworzenie systemów barw (sposobów klasyfikacji opartych m.in. na pojęciach „jasności” i „ciemności” barw), podejmowali głównie filozofowie i malarze (m.in. Pitagoras, Arystoteles, Platon, Robert Grosseteste, Leone Battista Alberti, Leonardo da Vinci); nie były one oparte na podstawach przyrodniczych. Demokryt twierdził, że obserwowane obiekty wysyłają do oka „atomy”, wywołujące obraz; według Euklidesa to właśnie oko miało być źródłem „promieni wzrokowych”, które „dotykały” obserwowanych przedmiotów.
Pierwszym uczonym, który stworzył system oparty na tylko trzech barwach – czerwonej, niebieskiej i żółtej – był prawdopodobnie belgijski uczony i jezuita François d'Aguilon (1567–1617).
Przełomem w poznawaniu natury barwy było odkrycie Isaaca Newtona (1643–1727), dokonane w czasie jego badań rozszczepiania światła białego w pryzmacie i proces odwrotny (zastosowanie drugiego pryzmatu).
Newton pierwszy stwierdził, że uzyskiwane barwy nie są cechą pryzmatów, lecz światła, które można rozdzielać i ponownie łączyć, uzyskując światło białe. Zaproponował koło barw, którego wycinki odpowiadają udziałom siedmiu kolorów w widmie (czerwona, pomarańczowa, zielona, niebieska, indygo, fioletowa) i wskazał punkt odpowiadający światłu białemu. Wyniki swojej pracy przedstawił w Royal Society w roku 1672 jako a new theory of light and colours. W kolejnych dziesięcioleciach koncepcja spotykała się ze sprzeciwami; protestował m.in. Johann Wolfgang von Goethe (1749–1832), zajmujący się problemami barw od roku 1791, którego praca Theory of Colours ukazała się w roku 1810. Goethe wyśmiewał możliwość uzyskiwania bieli z barw chromatycznych, myśląc wyłącznie o syntezie subtraktywnej, czyli efektach odbicia światła od powierzchni pokrytych mieszaninami barwników, pochłaniających fale o różnej długości (sumowanie efektów absorpcji powoduje wzrost udziału czerni – nasycenia szarością). Różnica między syntezą subtraktywną i addytywną (mieszaniem wiązek światła o różnych widmach, powodującym zwiększanie udziału bieli) stała się wkrótce oczywista, m.in. dzięki pracom niemieckiego matematyka i astronoma, Tobiasa Mayera, autora pracy De Affi nitate Colorum Commentatio (1758) i Georga Palmera, autora książki Theory of Colours and Vision (1777).
Zrozumienie powstawania wrażeń barw nie byłoby możliwe bez rozwoju medycyny. Istotny wkład wnieśli m.in.:
- Thomas Young (1773–1829) – angielski fizyk i fizjolog, twórca „teorii trójchromatycznej”; za jej prekursora jest uznawany rosyjski fizykochemik Michaił Łomonosow (1711–1765), autor traktatu pt. Słowo o pochodzeniu światła, nową teorię o barwach przedstawiające, 1 lipca 1756 r. rzeczone,
- Hermann von Helmholtz (1821–1894) – niemiecki fizjolog, fizyk i filozof, który poprawił i uzupełnił teorię Younga, tworząc teorię Younga-Helmholtza[16],
- Ewald Hering (1834–1918) – niemiecki fizjolog, który twierdził, że każda percepcja wzrokowa jest efektem pobudzeń trzech podstawowych substancji fotochemicznych, przy czym każda z nich uczestniczy w powstawaniu wrażenia dwóch barw, zależnie od kierunku przemiany zachodzącej z udziałem światła (rozpad i resynteza, asymilacja i desymilacja)[17].

Trójchromatyczną teorię Younga–Helmholtza potwierdził James Clerk Maxwell (zob. trójkąt Maxwella), autor m.in. Experiments on Colours (1855) i On the Theory of compound Colours (1860). Badania mieszania promieniowania różnych barw widmowych prowadził również Hermann Grassmann (1809–1877) – nauczyciel matematyki i fizyki z gimnazjum w Szczecinie (polihistor). Uzyskał wyniki pozwalające sformułować prawa addytywnego mieszania, które przedstawił w pracy wydanej w roku 1853 pt. Zur Theorie der Farbmischung (o teorii mieszania barw). „Prawa Grassmanna” są podstawą współczesnej kolorymetrii.
Wiedza o barwach, zgromadzona od odkrycia Newtona, stała się podstawą systemów ich klasyfikacji, traktujących barwy o różnej charakterystyce jako mieszaniny innych barw. Stworzyli je m.in. malarze Philipp Otto Runge (1777–1810) i Albert Henry Munsell (1858–1918) oraz fizykochemik i filozof przyrody – Wilhelm Ostwald (1853–1932).

## System barw Ostwalda
Wilhelm Ostwald, laureat Nagrody Nobla w dziedzinie chemii w roku 1909 (afiliacja: Uniwersytet w Lipsku), fizykochemik zainteresowany filozofią przyrody i historią chemii, porzucił w roku 1906 pracę akademicką, podejmując w prywatnym laboratorium poszukiwania naukowych podstaw harmonii barw – próby sprecyzowania zasad ich łączenia w sposób analogiczny do łączenia akordów (harmonia dźwięków), prowadzących do odczuwania piękna (analogicznie do odczuwania piękna muzyki lub poezji). Pracował nad wydaniem Nauki o barwach w pięciu tomach, poświęconych problemom matematycznym, fizycznym, chemicznym, fizjologicznym (tom napisany przez lekarza) i psychologicznym. Tom piąty nie ukazał się, lecz rozważania dotyczące psychologii zostały opublikowane, m.in. w pracach His Farbfibel (1916, 15 wydań) i Harmoniesucher.
Dążąc do naukowego rozwiązania problemów systematyki i harmonii barw W. Ostwald zgromadził liczne próbki barwników, które wytwarzał we własnym laboratorium. Barwy usystematyzował inspirując się pracami amerykańskiego malarza, Alberta Munsella, z którym spotkał się w Ameryce w roku 1905.
W systemie Munsella barwę określano podając wartości trzech cech: odcienia H (od ang. Hue), nasycenia C (od ang. Chroma) i waloru V (od ang. Value), czyli stopnia jasności, wyrażanego jako miejsce na 10-stopniowej skali (1 – biel, 10 –   czerń). System obejmuje 100 tonów barwy, umieszczonych na kole barw, wyrażonych jako pośrednie między R, Y, G, B od ang. Red, Yellow, Green, Blue, Purple (czerwony, żółty, zielony, niebieski, fioletowy). Wilhelm Ostwald zmodyfikował system Munsella umieszczając na kole 24 „barwy pełne” (chromatyczne oznaczone: N = 1, N = 2, …, N = 24). Zastosował „zasadę wzajemnej symetrii”, zgodnie z którą:
- każda barwa N jest wynikiem addytywnego mieszania barw sąsiednich (N-1 i N+1),
- barwą dopełniającą dla barwy N jest barwa N+12.

Wprowadził też, jako dodatkowe „wielkości wrażenia barwnego” (parametry definiowanej przestrzeni barw), pojęcia udziału („zawartości”) dwóch barw achromatycznych: bieli i czerni. W ten sposób odszedł od kierunku wskazywanego przez Younga, Helmholtza i Maxwella (opis barw: ton, nasycenie, jasność), co jest uznawane za jeden z jego merytorycznych błędów. Ostwald był tak przekonany o słuszności swojej nowej teorii barw, że osobiście – wbrew zasadom – zgłaszał swoją pracę do wyróżnienia Nagrodą Nobla w dziedzinie fizyki. Mimo zastrzeżeń dotyczących początkowych przesłanek teoretycznych system Ostwalda cieszył się powodzeniem w praktyce. Był m.in. prototypem opracowanego w latach późniejszych niemieckiego atlasu barw DIN Farbsystem DIN 6164.
Poglądowy model systemu Ostwalda ma formę podwójnego stożka. Jego przekrojami są 24 „trójkąty o jednakowym tonie barw”.
Wierzchołki trójkątów o jednakowym tonie zostały oznaczone symbolami: r – barwa czysta (pełna), b – biel, c – czerń. Boki trójkątów są traktowane jako: 
- b–c – skala szarości,
- b–r – barwy „jasno-przezroczyste”,
- c–r – barwy „ciemno-przezroczyste”.

Zmiany wartości barw na skalach Ostwald wyznaczył kierując się „kryterium równego stopniowania interwału”, wynikającego z prawa Webera-Fechnera (subiektywnie odczuwana różnica między wrażeniami) jest zależna od siły (wielkości) bodźca w sposób logarytmiczny). W polu trójkątów linie prostopadłe odpowiadają tzw. „szeregom sczerniałym”, a punkty wewnątrz dwustożka, wyznaczonego przez b–r i c–r – „barwom mętnym” („zszarzałym”).

Schemat systemu barw Ostwalda: 1 – linie jednakowej zawartości bieli (b), 2 – linie jednakowej zawartości czerni (c), 3 – linie jednakowej zawartości barwy pełnej (r)

Wnioski z badań dotyczących warunków odczuwania harmonii barw Ostwald przedstawił m.in. graficznie, jako „grupy harmonijne”.  

Główne grupy harmonijne w kole barw Ostwalda

Koncepcje te wywołały protesty artystów-malarzy. Praktycy wskazywali, że odczucie barw jako harmonijnych zależy od wielu dodatkowych czynników, poza uwzględnionymi w systemie, takich jak wielkość sąsiadujących barwnych powierzchni lub warunki w pomieszczeniach, w których dzieło jest prezentowane. Również Ostwald zdawał sobie sprawę z tych zależności, o czym świadczy cytat z jego pracy:

Wygląda to na pustą ignorancję jeżeli komuś przyjdzie w ogóle na myśl, nby sprawy te chcieć opanować zimnym rozsądkiem

## Linki zewnętrzne

Chenguang Lu, Illustrating color evolution according the decoding model of color vision[http://survivor99.com/colorforum/